# Gà lôi nước Ấn Độ
Metopidius indicus là một loài chim trong họ Jacanidae.

## Hình ảnh

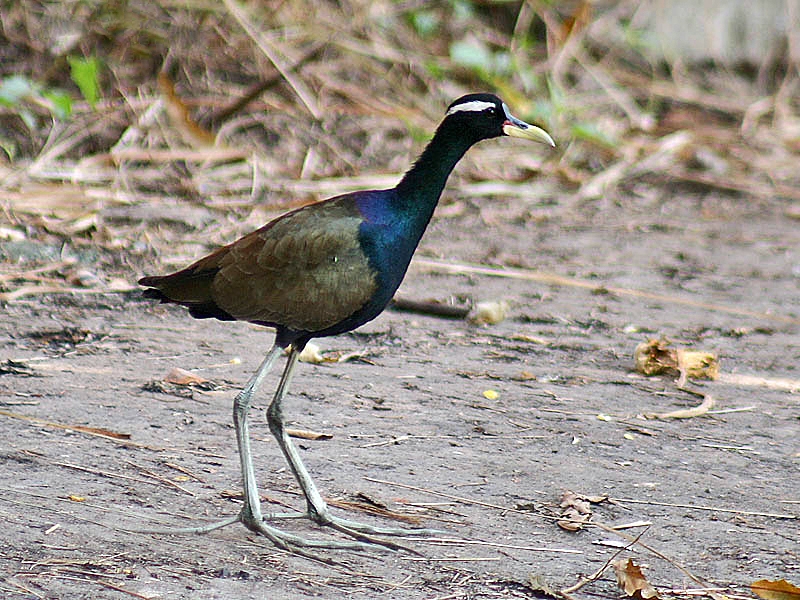
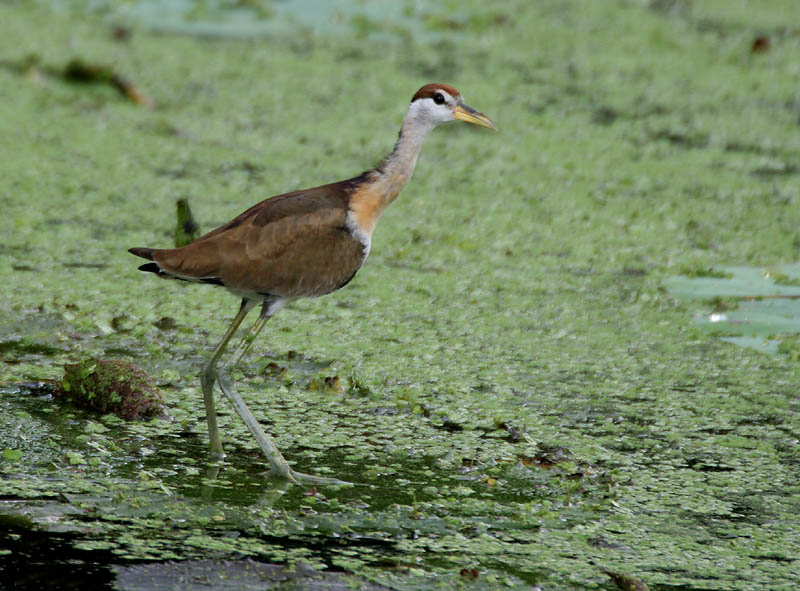
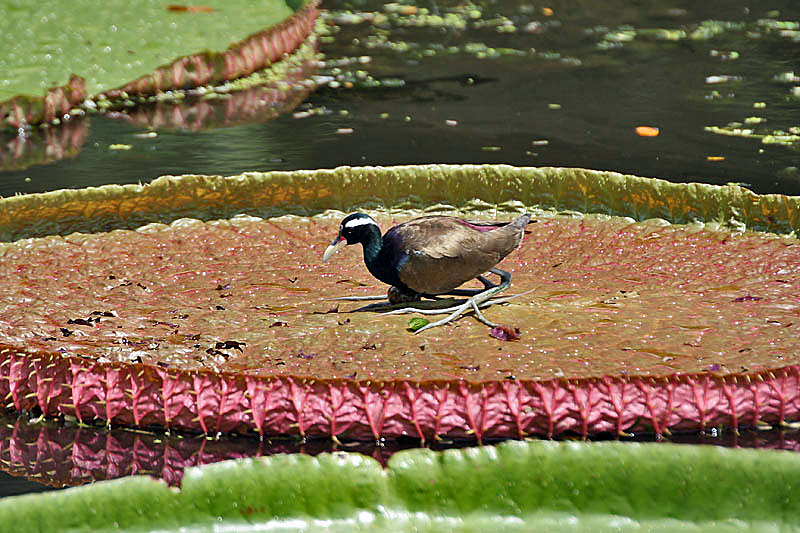